# Armene hissarica
Armene hissarica är en bönsyrseart som beskrevs av Aare Lindt 1973. Armene hissarica ingår i släktet Armene och familjen Mantidae.

## Underarter
Arten delas in i följande underarter:
- A. h. oculiparva
- A. h. hissarica